# Волошино (Крым)
Воло́шино (до 1948 года Кула́; укр. Волошине, крымскотат. Qula, Къула) — село на севере Крыма. Входит в городской округ Армянск Республики Крым (согласно административно-территориальному делению Украины — Суворовский сельсовет Армянского горсовета Автономной Республики Крым).
Расположено примерно в 4 километрах (по шоссе) на запад от Армянска, южнее Перекопского вала на Перекопском перешейке, высота центра села над уровнем моря — 5 м.

## Население
| 2001 | 2014 |
| ---- | ---- |
| 126  | ↗152 |

Всеукраинская перепись 2001 года показала следующее распределение по носителям языка
| Язык             | Число жит. | Процент |
| ---------------- | ---------- | ------- |
| русский          | 90         | 71,43   |
| крымскотатарский | 18         | 14,29   |
| украинский       | 13         | 10,32   |

### Динамика численности
| - 1806 год — 175 чел. - 1892 год — 69 чел. - 1900 год — 69 чел. - 1915 год — 144 чел. - 1926 год — 172 чел. | - 1939 год — 253 чел. - 1989 год — 95 чел. - 2001 год — 126 чел. - 2009 год — 149 чел. - 2014 год — 152 чел. |

## Современное состояние

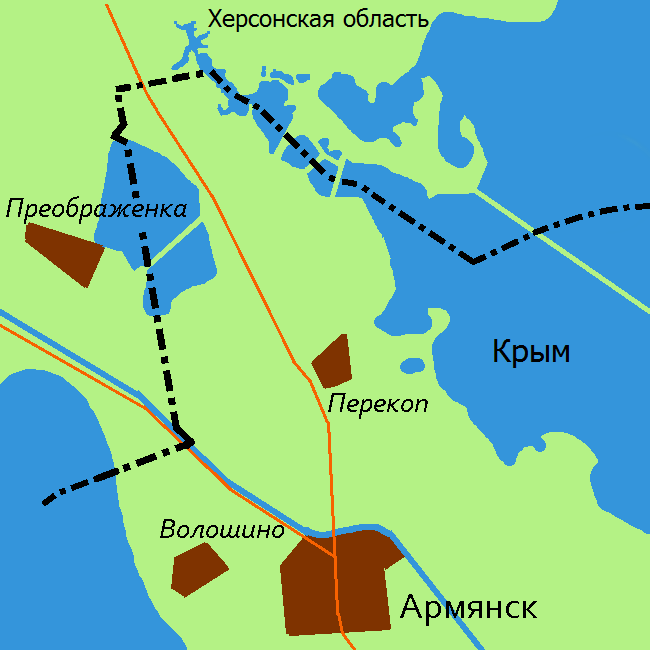
Фактическая граница РФ и Украины в районе Перекопского перешейка

На 2016 год в Волошино числится 3 улицы; на 2009 год, по данным сельсовета, село занимало площадь 100 гектаров, на которой в 51 дворе проживало 149 человек. Село связано с райцентром маршрутными такси. В соответствии с Приказом ФСБ РФ от 26 ноября 2014 года № 659, от северной, западной и южной границ Волошина и далее на север, запад и юг располагается пограничная зона. Само Волошино и подъезд к нему со стороны Армянска в погранзону не входят.

## История
В самом раннем доступном документе — Камеральном Описании Крыма… 1784 года ни одно из окружающих Армянск сёл не записано, указано, что в Перекопском кадылыке… деревень не состоит…, Колла же перечислена среди «жительствующих подвижными аулами за перекопскою линиею Киргизов Куртского и Ногайского поколений», как селение в 27 кибиток, то есть, семейств. После присоединения Крыма к России (8) 19 апреля 1783 года, (8) 19 февраля 1784 года, именным указом Екатерины II сенату, на территории бывшего Крымского Ханства была образована Таврическая область и деревня была приписана к Перекопскому уезду. После Павловских реформ, с 1796 по 1802 год, входила в Перекопский уезд Новороссийской губернии. По новому административному делению, после создания 8 (20) октября 1802 года Таврической губернии, Кула была включена в состав Бустерчинской волости Перекопского уезда.
По Ведомости о всех селениях в Перекопском уезде состоящих с показанием в которой волости сколько числом дворов и душ… от 21 октября 1805 года в деревне Кулла числилось 26 дворов, 136 крымских татар, 27 крымских цыган и 2 ясыров. На военно-топографической карте 1817 года деревня Кула обозначена с 20 дворами. После реформы волостного деления 1829 года Куллу, согласно «Ведомости о казённых волостях Таврической губернии 1829 года», передали в состав Ишуньской волости (переименованной из Бустерчинской). На карте 1836 года в деревне 40 дворов, как и на карте 1842 года Кулла.
В 1860-х годах, после земской реформы Александра II, деревню приписали к Ишуньской волости. По обследованиям профессора А. Н. Козловского 1867 года, вода в колодцах деревни была пресная «в достаточном количестве», а их глубина колебалась от 2 до 4 саженей (4—8 м). Согласно «Памятной книжке Таврической губернии за 1867 год», Кулла была покинута жителями, ввиду эмиграции крымских татар, особенно массовой после Крымской войны 1853—1856 годов, в Османскую империю и уже ни в «Списке населённых мест Таврической губернии по сведениям 1864 года», ни на трёхверстовой карте Шуберта 1865—1876 года не значится.
Время заселения деревни выходцами из материковой России по доступным историческим документам пока не установлено. После земской реформы 1890 года Куллу отнесли к Воинской волости. Согласно «…Памятной книжке Таврической губернии на 1892 год», в деревне Кулла, составлявшей сельское общество Кулла, было 69 жителей в 18 домохозяйствах. По «…Памятной книжке Таврической губернии на 1900 год» в Кулле числилось 69 жителей в 6 дворах. По Статистическому справочнику Таврической губернии. Ч.II-я. Статистический очерк, выпуск пятый Перекопский уезд, 1915 год, на хуторе Кулла Воинской волости Перекопского уезда числилось 20 дворов с русским населением в количестве 144 человек приписных жителей, из которых 71 мужчина и 73 женщина. О владении землёй сведений нет, в хозяйстве имелось 68 лошадей.
После установления в Крыму Советской власти, по постановлению Крымревкома № 206 «Об изменении административных границ» от 8 января 1921 года была упразднена волостная система, Перекопский уезд переименовали в Джанкойский, в составе которого был создан Джанкойский район. В 1922 году уезды преобразовали в округа. 11 октября 1923 года, согласно постановлению ВЦИК, в административное деление Крымской АССР были внесены изменения, в результате которых округа были отменены и Джанкойский район стал основной административной единицей и село включили в его состав. Согласно Списку населённых пунктов Крымской АССР по Всесоюзной переписи 17 декабря 1926 года, в селе Кулла, Армяно-Базарского сельсовета Джанкойского района, числилось 33 двора, все крестьянские, население составляло 172 человека, все украинцы. Постановлением ВЦИК «О реорганизации сети районов Крымской АССР» от 30 октября 1930 года был восстановлен Ишуньский район (в 1937 году переименованный в Красно-Перекопский) и село, вместе с сельсоветом, включили в его состав. По данным всесоюзная перепись населения 1939 года в селе проживало 253 человек. На километровой карте РККА 1941 года в Куле обозначено 49 дворов.
В годы Великой Отечественной войны, в сентябре 1941 года, в окрестностях села бои за Перекоп вели бои воины 156-й 172-й дивизий. 7 ноября 1943 года в ходе Мелитопольской операции, в боях за расширение Перекопского плацдарма, пали бойцы 87-й стрелковой дивизии, 347-й стрелковой дивизии и 3-й гвардейской стрелковой дивизии 2-й гвардейской Армии. Погибшие похоронены в братской могиле на окраине села, на которой установлен памятник — трёхступенчатый обелиск из искусственного камня. Постановлением Совета министров Республики Крым № 627 от 20 декабря 2016 года памятник отнесён к категории объектов культурно-исторического наследия России регионального значения. На период оккупации жители были выселены из села.
С 25 июня 1946 года Кулла в составе Крымской области РСФСР. Указом Президиума Верховного Совета РСФСР от 18 мая 1948 года, Куллу (или Кулу) переименовали в Волошино в память о крымских подпольщиках супругах Волошиновых, казненных фашистами в Симферополе. 26 апреля 1954 года Крымская область была передана из состава РСФСР в состав УССР. Между 1968 годом, когда село ещё было приписано к Армянскому поссовету и 1974 годом Волошино переподчинили Суворовскому сельсовету. По данным переписи 1989 года в селе проживало 95 человек. Постановлением Верховного Совета Крыма № 867-1 от 4 июля 1996 года село было выведено из административного подчинения Красноперекопского райсовета и включено в состав Армянского городского совета. С 21 марта 2014 года в составе Крыма аннексировано Россией.